# Grigoriy Kamulya
Grigoriy Kamulya (* 31. Januar 1989) ist ein ehemaliger usbekischer Leichtathlet, der sich auf das Kugelstoßen spezialisiert hat.

## Sportliche Laufbahn
Erste internationale Erfahrungen sammelte Grigoriy Kamulya im Jahr 2005, als er bei den Jugendweltmeisterschaften in Marrakesch mit einer Weite von 18,25 m mit der 5-kg-Kugel in der Qualifikation ausschied. Im Jahr darauf belegte er bei den Juniorenasienmeisterschaften in Macau mit 17,86 m mit der 6-kg-Kugel den vierten Platz und schied anschließend bei den Juniorenweltmeisterschaften in Peking mit 18,06 m in der Qualifikation aus. 2007 belegte er bei den Asienmeisterschaften in Amman mit 16,84 m den achten Platz und 2008 wurde er bei den Hallenasienmeisterschaften in Doha mit 17,84 m Vierter. Daraufhin siegte er bei den Juniorenasienmeisterschaften in Jakarta mit 19,96 m und scheiterte anschließend bei den Juniorenweltmeisterschaften in Bydgoszcz mit 18,35 m erneut in der Qualifikation. 2009 belegte er bei den Asienmeisterschaften in Guangzhou mit 18,70 m den sechsten Platz und erreichte bei den Hallenasienspielen in Hanoi mit 17,93 m Rang sieben. 
Bei den Leichtathletik-Asienmeisterschaften 2011 in Kōbe belegte er mit 17,46 m den fünften Platz und 2013 erreichte er bei den Asienmeisterschaften in Pune mit 17,82 m Rang elf. Im Jahr darauf wurde er bei den Hallenasienmeisterschaften in Hangzhou mit 18,15 m Fünfter und wurde später im Jahr aufgrund der Anti-Dopingbestimmungen gesperrt. 2018 belegte er bei dann bei den Hallenasienmeisterschaften in Teheran mit 18,05 m den sechsten Platz und beendete später im Jahr in Almaty seine aktive sportliche Karriere im Alter von 29 Jahren.
In den Jahren 2012 und 2017 wurde Kamulya usbekischer Meister im Kugelstoßen im Freien sowie 2013 in der Halle.

## Persönliche Bestleistungen
- Kugelstoßen: 19,16 m, 17. April 2012 in Taschkent
  - Kugelstoßen (Halle): 19,02 m, 28. Februar 2013 in Taschkent